# ICN (train)
Pour les articles homonymes, voir ICN.

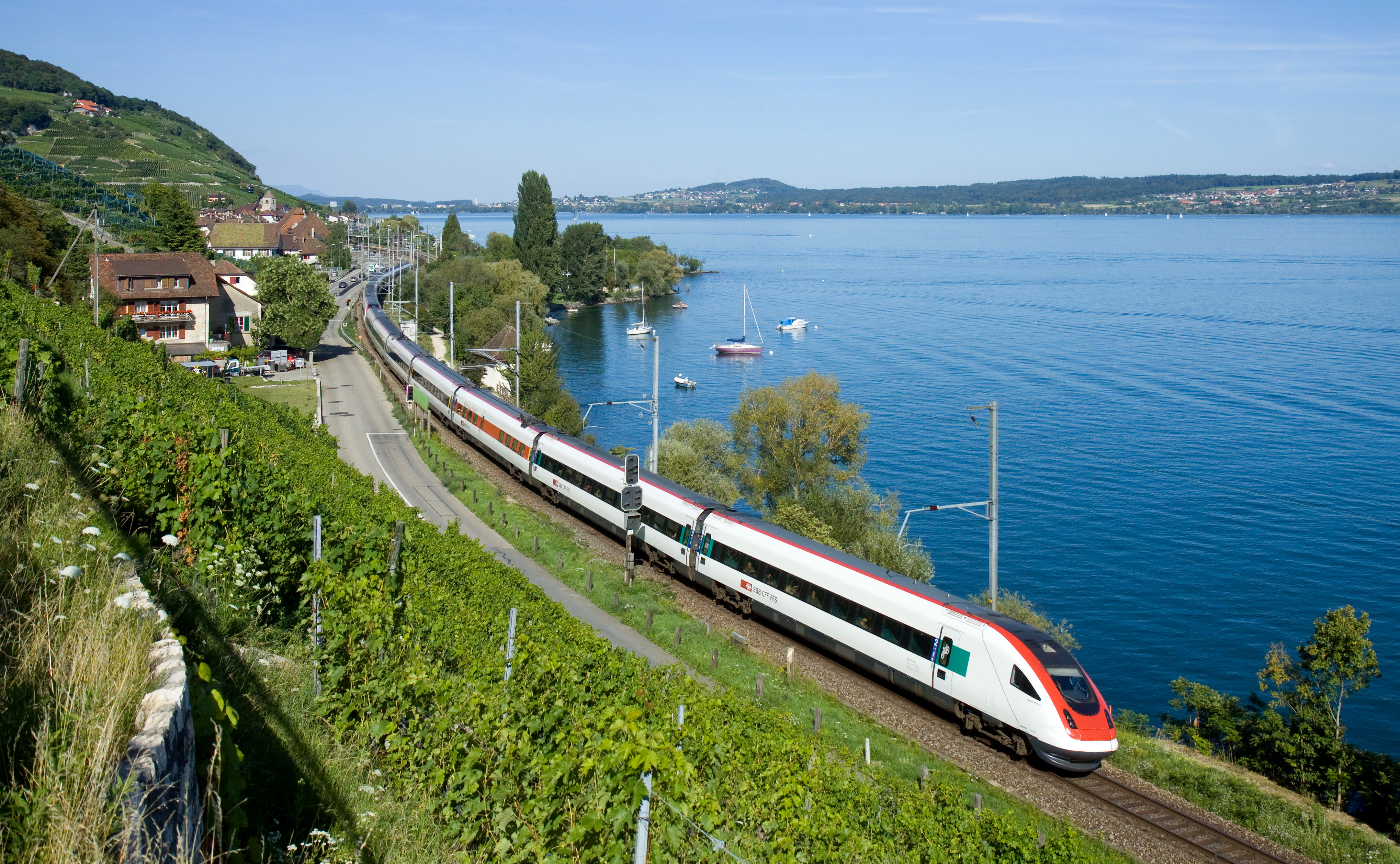
RABDe 500 assurant un train ICN à proximité de Douanne, sur la ligne du Pied-du-Jura

Le terme ICN désignait un produit ferroviaire offert par les chemins de fer fédéraux suisses (CFF) ; il s'agit d'une relation InterCity assurée par des trains pendulaires (en allemand : InterCity Neigezug, d'où le sigle ICN). Ces services ont été fusionnés dans l'offre InterCity (IC) le 10 décembre 2017, date de mise en service de l'horaire 2018.
Aujourd'hui, il désigne uniquement le matériel roulant servant à ces liaisons, les rames automotrices RABDe 500.

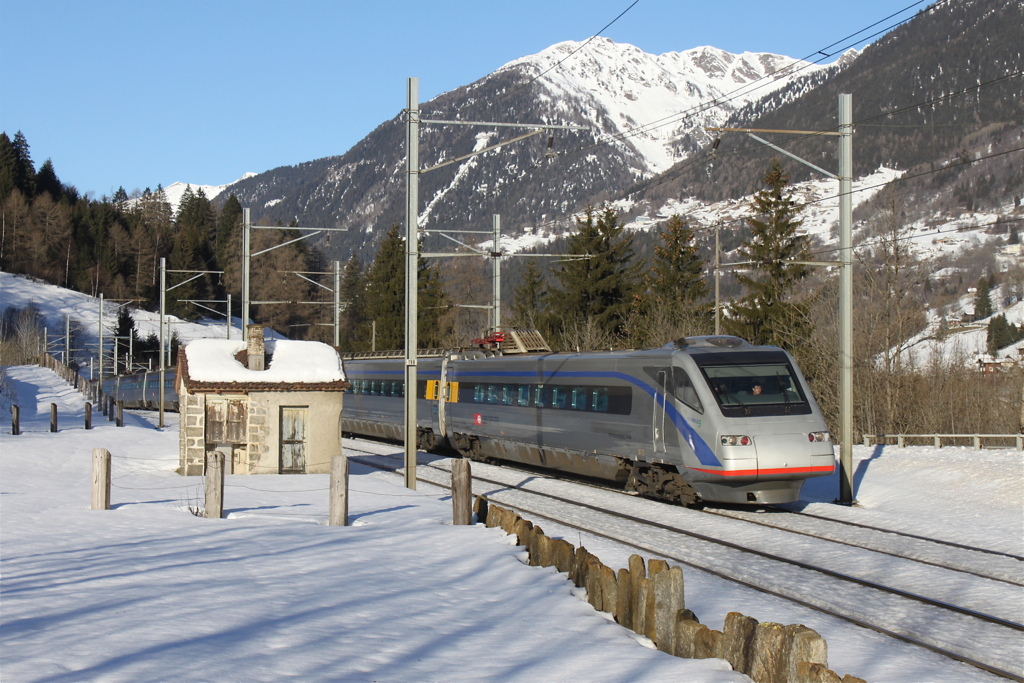
ETR 470

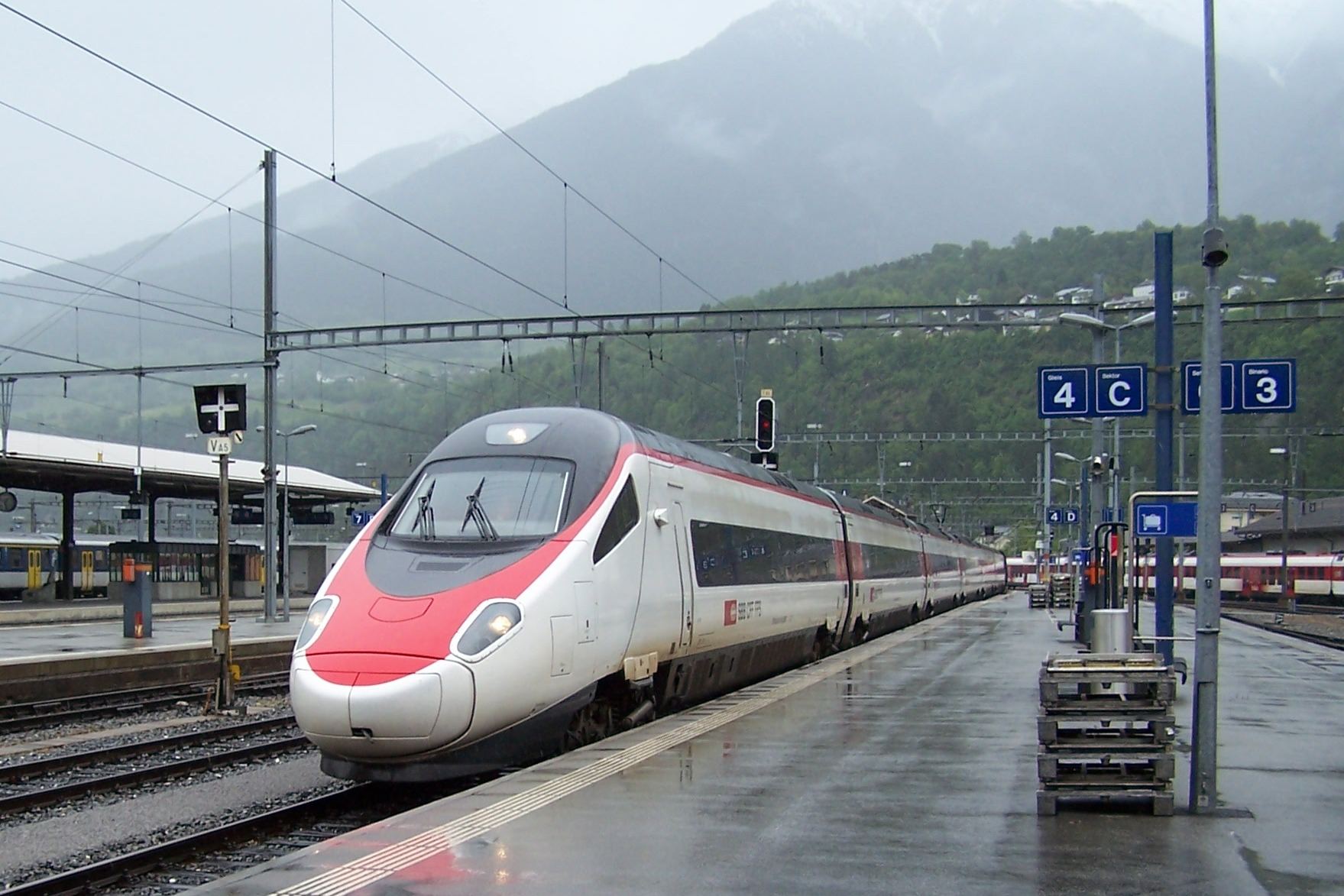
ETR 610

## Matériel roulant
Toutes les relations ICN sont assurées par les rames RABDe 500 (ayant pris le surnom d'ICN) qui peuvent être remplacées en cas de défaillance par un ETR 470 ou un ETR 610, qui sont aussi des trains pendulaires. Sur la ligne du Pied-du-Jura, le remplacement est effectué par des rames "dispo" Re460 + VU IV + Bt IV. Dans ce cas, le train ne circule plus en catégorie N mais en catégorie R.

## Historique

### Ligne du Juraet Pied-du-Jura
Les relations ICN sont entrées en service le 10 juin 2001, à temps pour desservir les sites de l'exposition nationale suisse de 2002 :
- Genève-Aéroport – Genève – Nyon – Morges – Lausanne – Yverdon-les-Bains – Neuchâtel – Bienne – Soleure – Olten – Aarau – Zürich HB – Saint-Gall.

Puis, dès le 13 décembre 2015, les trains assurent deux liaisons, alternant à chaque heure à partir de Bienne :
- Lausanne – Yverdon-les-Bains – Neuchâtel – Biel/Bienne – Soleure – Oensingen – Olten – Aarau – Zürich HB – Zürich Flughafen – Saint-Gall
- Genève-Aéroport – Genève – Morges – Yverdon-les-Bains – Neuchâtel – Biel/Bienne – Solothurn – Olten – Zürich HB

Depuis le 14 décembre 2008, les ICN arpentent la ligne du Gothard, et circulent alternativement sur Bâle et Zurich, en alternance avec un IR comprenant dans sa rame tractée une voiture EuroCity panoramique :
- Chiasso – Lugano – Bellinzona – Arth-Goldau –
  - puis Luzern – Olten – Basel SBB
  - ou Zug – Zürich HB

Dès 2021, les CFF vont moderniser les 44 rames ICN pour la somme de 400 millions de CHF, dans leurs ateliers CFF d'Yverdon-les-Bains.
Depuis  13 décembre 2024, certaines lignes ont été modifiés. Ainsi l'IC5 ne s'arrête plus à Genève Aéroport, mais Lausanne.

## Services à bord
Les trains ICN offrent les services suivants :
- voitures climatisées ;
- places de première classe et de seconde classe (couloir central) ;
- voiture-restaurant
- compartiments de 1e classe ;
- zone silence en 1e classe ;
- espaces « Business » en 1e classe ;
- zone-familles (sans espace de jeux) en 2e classe ;
- places pour bicyclettes en 2e classe.